# Vouna Έvrou
Vouna Έvrou este o arie protejată (arie specială de conservare — SAC, sit de importanță comunitară — SCI) din Grecia întinsă pe o suprafață de 43.299,29 ha, integral pe uscat.

## Localizare
Centrul sitului Vouna Έvrou este situat la coordonatele 41°06′31″N 26°11′12″E / 41.108614°N 26.186719°E.

## Înființare
Situl Vouna Έvrou a fost declarat sit de importanță comunitară în august 1996 pentru a proteja 1 specie de plante și 17 specii de animale. Situl a fost protejat și ca arie specială de conservare în martie 2011.

## Biodiversitate
Situată în ecoregiunea mediteraneană, aria protejată conține 9 habitate naturale: Matorral arborescenți cu Juniperus spp., Pseudostepă cu ierburi și specii anuale de Thero-Brachypodietea, Pajiști uscate din regiunea submediteraneeană estică (Scorzoneratalia villosae), Păduri aluvionare cu Alnus glutinosa și Fraxinus excelsior (Alno-Padion, Alnion incanae, Salicion albae), Păduri panonice-balcanice de stejar turcesc - stejar sesil, Galerii de Salix alba și de Populus alba, Păduri de Quercus ilex și Quercus rotundifolia, Păduri de pin (sub-) mediteraneene cu pini negri endemici, Păduri de pin mediteraneene cu pini mezogeni endemici.
La baza desemnării sitului se află mai multe specii protejate:
- plante (1): Himantoglossum caprinum
- amfibieni (2): izvoraș-cu-burta-galbenă (Bombina variegata), Triturus karelinii
- mamifere (2): liliac cârn (Barbastella barbastellus), dihor pătat (Vormela peregusna)
- nevertebrate (1): Lindenia tetraphylla
- pești (6): Alosa fallax, avat (Aspius aspius), Barbus cyclolepis, Cobitis puncticulata, Cobitis taenia Complex, boarță (Rhodeus amarus)
- reptile (6): șarpele cu patru dungi (Elaphe quatuorlineata), țestoasa de baltă (Emys orbicularis), Mauremys rivulata, Testudo graeca, țestoasă bănățeană (Testudo hermanni), elaphe situla (Zamenis situla)

Pe lângă speciile protejate, pe teritoriul sitului au mai fost identificate 32 de specii de plante, 72 de specii de păsări, 9 specii de amfibieni, 21 de specii de mamifere, 68 de specii de nevertebrate, 2 specii de pești, 22 de specii de reptile.